# اونور چنیک
اونور چنیک (انگلیسی: Onur Çenik؛ زادهٔ ۲۴ سپتامبر ۱۹۹۲) بازیکن فوتبال اهل ترکیه است.
از باشگاه‌هایی که در آن بازی کرده‌است می‌توان به باشگاه فوتبال کاردمیر قره‌بوک‌اسپور و باشگاه فوتبال گیرسون اسپور اشاره کرد.
وی همچنین در تیم‌های ملی فوتبال جوانان آلمان و جوانان ترکیه بازی کرده‌است.